# Carlos Cardoso (poeta)
Carlos Cardoso (Rio de Janeiro, 30 de dezembro de 1973) é um  engenheiro e poeta brasileiro. Poeta premiado, destaque de sua geração e representante de uma nova poética no país.  Recebeu, entre outros, pelo livro Melancolia (Editora Record, 2019) o Prêmio da UNESCO (Organização das Nações Unidas para a Educação, a Ciência e a Cultura), o Prêmio da Federazione Unitaria Italiana Scrittori, o Prêmio Especial da Cidade de Roma, a Medalha Pedro Ernesto, da Prefeitura do Rio de Janeiro, o Prêmio APCA  (Associação Paulista dos críticos de Arte).  Seus poemas foram traduzidos e publicados em países como França, Espanha, Itália, Portugal, Estados Unidos, México, Colômbia, Bulgária e Ucrânia.

## Carreira
Carlos Cardoso possui uma ligação com as artes plásticas que pode ser observada desde a sua primeira obra, Sol Descalço, mas torna-se ainda mais evidente a partir de sua terceira obra, cuja capa foi inspirada nos poemas do livro e assinada pela artista plástica Lena Bergstein. No livro Melancolia o constante diálogo do poeta com as artes plásticas é estampado em sua capa, feita pelo pintor e escultor Carlos Vergara.
Sua obra já repercutiu em veículos expressivos como Folha de S.Paulo, O Globo, O Estado de S. Paulo, Valor Econômico, Jornal do Comércio, Jornal do Brasil, R7, IG, CBN, Tribuna de Minas, O Povo, Bravo!, Curta!, EBC, entre outros.

## Obras

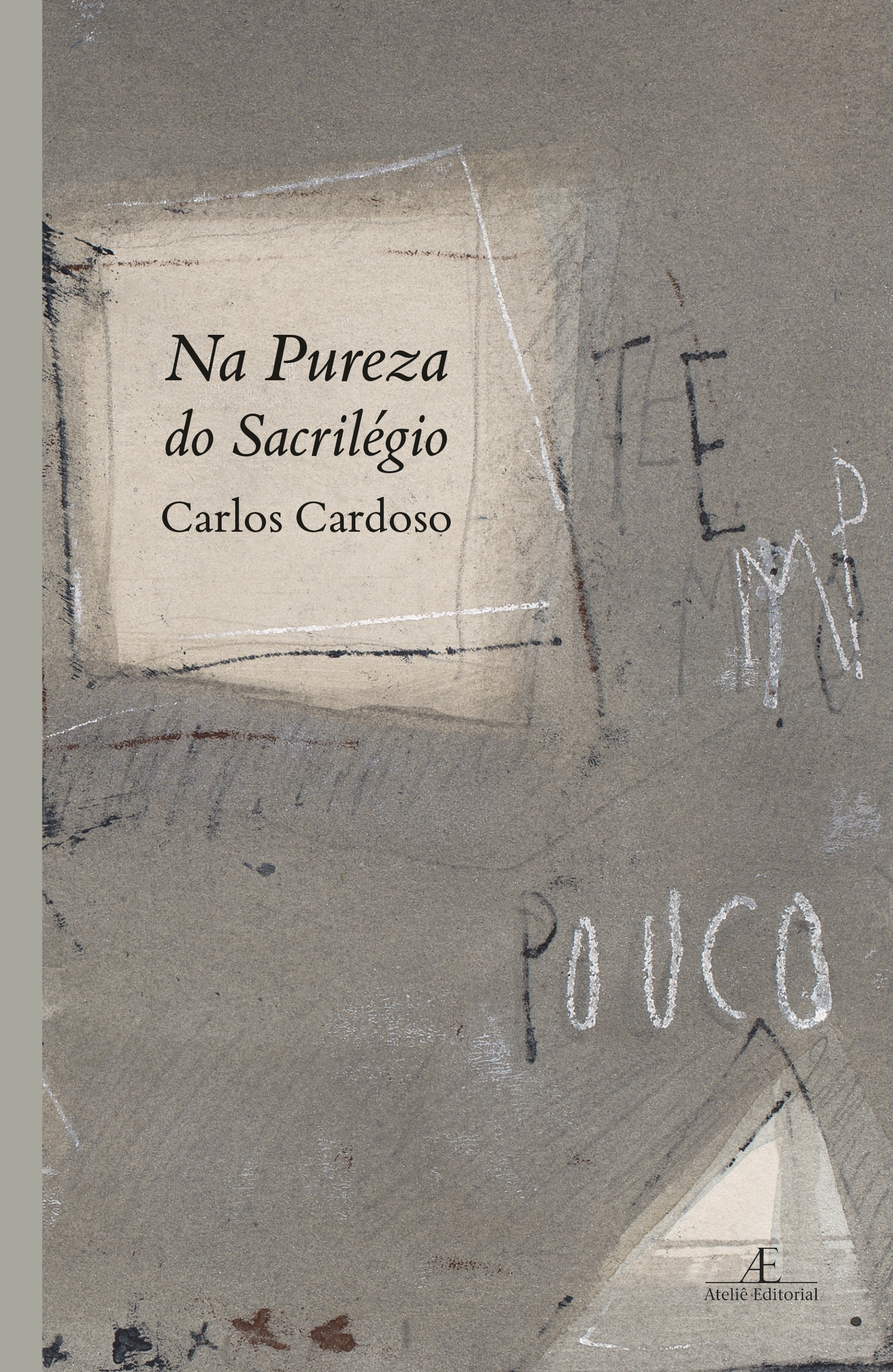
Na Pureza do Sacrilégio

- Na Pureza do Sacrilégio (2017)
- Na Pureza do Sacrilégio (Áudio book, 2017)
- Coletânea Tente entender o que tento dizer (Editora Bazar do tempo, 2018)
- Melancolia (Editora Record , 2019)
- в чистотата на кощунствоto (Pедактор вихра манова Bulgária, 2019)
- Меланхолія (Bидавництво kpok Ucrânia, 2020)
- Trong sự thuần khiết của tội lỗi (NXB Văn học Vietnã, 2020)
- меланхолия (Pеgakmop аксиния михайлова Bulgária, 2021)
- Sol Descalço (Editora Record, 2021)
- Coragem (Editora Record, 2023)

## Prêmios
- Prêmio UNESCO (Organização das Nações Unidas para a Educação, a Ciência e a Cultura).
- Prêmio da Federação Unitária Italiana de Escritores, Itália.
- Prêmio Especial da Cidade de Roma.
- Medalha Pedro Ernesto.
- Prêmio APCA (Associação Paulista de Críticos de Artes).
- Prêmio Especial da Cidade de Ardea, Roma.
- Prêmio Especial Fondazione La Sponda, Itália.
- Prêmio do consórcio de Colle Romito, Itália.
- Prêmio Amicizia Itália Brasile, Itália.
- Prêmio La Palma D'ouro di Assissi-Pax, Itália.